# Cape Cornwall

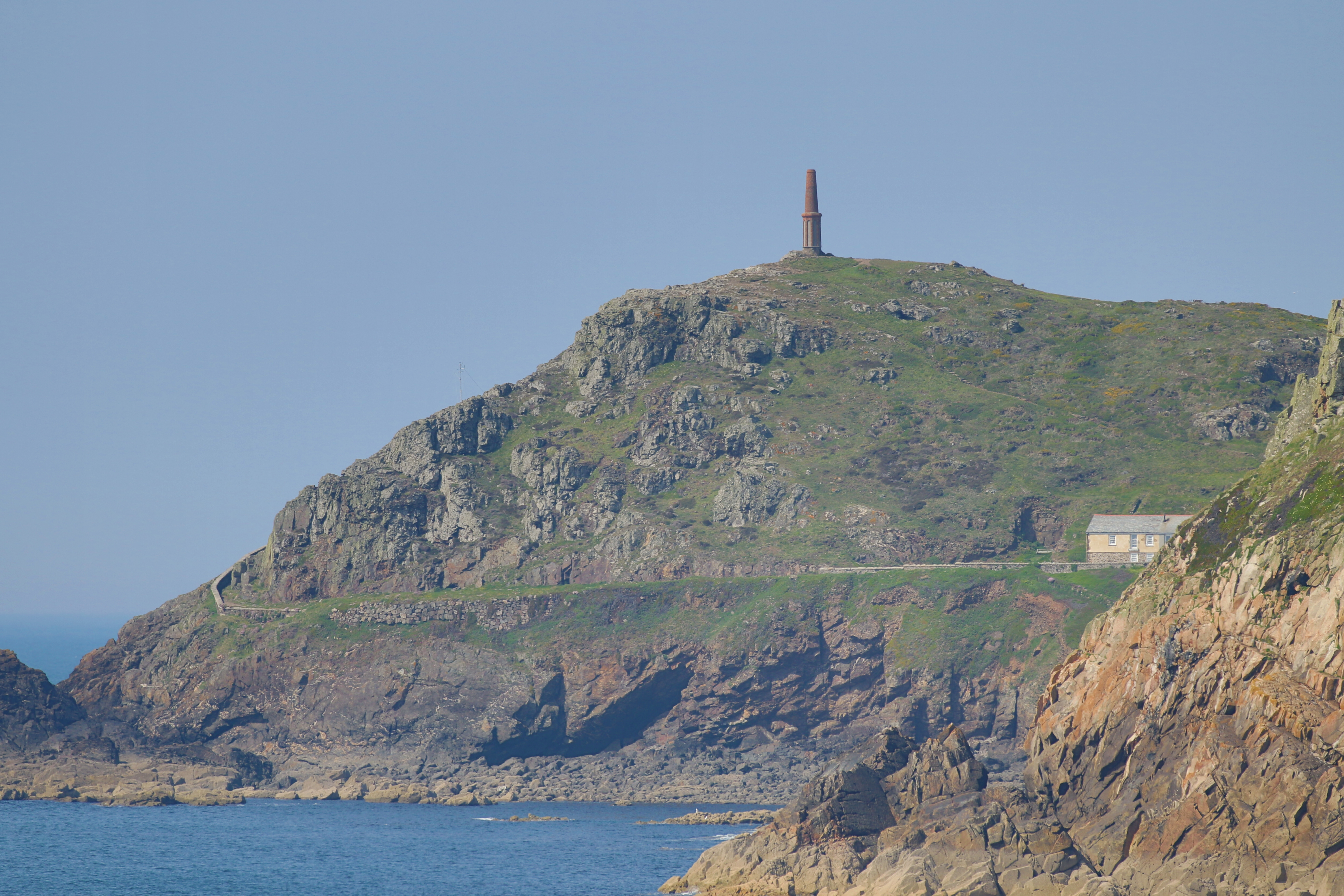
Cape Cornwall

Cape Cornwall är en udde i Storbritannien.   Den ligger i grevskapet Cornwall och riksdelen England, i den södra delen av landet, 400 km väster om huvudstaden London.
Terrängen inåt land är huvudsakligen platt, men åt nordost är den kuperad. Havet är nära Cape Cornwall åt nordväst. Runt Cape Cornwall är det ganska tätbefolkat, med 207 invånare per kvadratkilometer. Närmaste större samhälle är Penzance, 11,7 km öster om Cape Cornwall. Trakten runt Cape Cornwall består i huvudsak av gräsmarker.